# Big Hero 6 (quadrinhos)
Big Hero 6 é uma equipe fictícia de super-heróis que aparece da série de histórias em quadrinhos americana publicado pela Marvel Comics e criado pelo Man of Action.
Em 2014, o Walt Disney Animation Studios produziu o filme de animação por computador Big Hero 6, pouco inspirado pelos personagens. Em 2017, uma série de televisão baseada no filme, intitulada Big Hero 6: The Series, estreou. Os personagens também apareceram no videogame Kingdom Hearts III no mundo de San Fransokyo.

## Histórico da publicação
Criado por Steven T. Seagle e Duncan Rouleau (Man of Action), Big Hero 6 foi planejado para aparecer no Alpha Flight # 17 (dezembro de 1998). Em vez disso, a equipe apareceu em sua própria minissérie de três edições, escrita pelo escritor Scott Lobdell e pelo artista Gus Vasquez. No entanto, devido a complicações de agendamento, a minissérie foi publicada antes do Voo Alpha nº 17.
A equipe também aparece em uma minissérie subsequente de cinco edições, lançada pela Marvel Comics em setembro de 2008.
Os personagens foram licenciados para a IDW Publishing para Big Hero 6: The Series em 2019.

## Biografia da equipe fictícia
Nos quadrinhos originais, o governo japonês precisava de uma equipe de super-heróis sancionados pelo Estado, então eles consultaram o "Giri", um consórcio secreto de políticos e entidades empresariais. O Giri foi formado para recrutar e treinar indivíduos em potencial para o "Big Hero 6", uma equipe de agentes sobre-humanos. Apesar das reservas de alguns membros do Giri, Silver Samurai , um ronin freelancer e ex-guarda-costas do terrorista Viper , foi apontado como comandante de campo da equipe. A agente secreta Honey Lemon , inventora da bolsa de nanotecnologia a partir da qual ela pode acessar qualquer objeto, também concordou em se juntar à equipe. O durão GoGo Tomago, capaz de transubstanciar seu corpo em uma explosão de força ardente, proferindo seu nome de código, foi libertada da prisão com a condição de servir na equipe. Finalmente, o burocrata maquiavélico conhecido apenas como Sr. Oshima é nomeado porta-voz dos Giri e coordena as atividades da equipe.
Cientistas do governo então identificaram o gênio do garoto de 13 anos, Hiro Takachiho, como um potencial agente. Impressionado com o Samurai Prateado, Hiro se recusa a se juntar à equipe até que sua mãe seja sequestrada pelos Everwraith, a personificação astral de todos os mortos nos ataques nucleares de 1945 em Hiroshima e Nagasaki. Hiro cria Baymax, um guarda-costas sintético capaz de se transformar em um dragão, usando os engramas cerebrais de seu pai morto. Com o Baymax, Hiro relutantemente une forças com o Big Hero 6 para impedir que os Everwraith matem milhões no centro de Tóquio. Durante a batalha, Big Hero 6 é acompanhado por Sunfire , o principal super-herói do Japão, que é ummutante com a capacidade de aquecer a matéria para o plasma. Fogo Solar se torna fundamental na derrota do Everwraith
Logo em seguida, o Big Hero 6 muda sua sede do prédio de escritórios de Giri para o parque de diversões Cool World do Japão. Aqui eles são atacados por X, o Incognoscível, um monstro nascido dos desenhos de uma criança capaz de transformar sua estrutura atômica em qualquer forma e formato. Com a ajuda da equipe canadense de super-heróis Alpha Flight , o Big Hero 6 destrói X o Incognoscível nos incêndios do Monte Fuji . Posteriormente, Big Hero 6 continua a proteger o Japão de várias ameaças, como uma nevasca assustadora causada pelo Crimson Cowl e seus Mestres do Mal.
Eventualmente, Sunfire deixa Big Hero 6 para que ele possa trabalhar em Charles Xavier's X-Corporação escritório em Mumbai, Índia . Seu lugar na equipe é ocupado por Sunpyre, uma jovem com poderes similares baseados em energia solar que é atraída para essa realidade através da Bolsa de Energia e, portanto, vem para idolatrar Honey Lemon. Da mesma forma, depois que Silver Samurai é aparentemente morto em uma briga com o assassino Elektra no Iraque , seu lugar na equipe é preenchido pelo enigmático Ebon Samurai. Com os dois membros mais experientes do Big Hero 6, Hiro se torna o novo líder da equipe.
Em algum momento durante a operação da equipe, eles são atacados por lacaios de Yandroth. Como parte de um plano para ganhar poder através de batalhas de super-heróis, Yandroth envia uma equipe de "Borrachas Vivas" para dentro do prédio. Os apagadores vivos são capazes de transportar seres fora da realidade. Toda a batalha ocorre fora do painel e só é mencionada em conjunto com ataques a outras equipes de super-heróis.
Mais tarde, os membros do Big Hero 6 são vítimas de um dispositivo de controle da mente implantado no Baymax. Viajando para o Canadá , os super-heróis controlados pela mente atacam uma nova encarnação do Alpha Flight em um parque nacional. Após uma breve batalha, o dispositivo de controle da mente fica em curto-circuito e as duas equipes se separam como amigas. Big Hero 6 retorna ao Japão para procurar os responsáveis pelo controle da mente.
Durante a história de "Extremidades da Terra", o Homem-Aranha chama Big Hero 6 para ajudá-lo a derrotar o Doutor Octopus. A equipe, agora operando no Instituto Giri, enfrenta os Octobots do Doutor Octopus, que o Dr. Octopus havia enviado ao Japão. Eles subsequentemente confrontam seu inimigo anterior, os Everwraith, e são vitoriosos.

## Lista de equipe
Silver Samurai
Silver Samurai (Kenuichio Harada), o filho ilegítimo de Shingen Yashida , é um mutante japonês com o poder de carregar quase qualquer coisa, principalmente sua katana , com energia mutante (descrita como um campo táquion). Isso permite cortar qualquer substância conhecida, exceto o adamantium . Ele usa uma armadura tradicional de samurai feita de metal prateado, daí o nome Silver Samurai.
Ele já foi o guarda-costas do terrorista internacional conhecido como Viper, e mais tarde um mercenário ocasional, mas tornou-se o chefe do clã Yashida após a morte de sua meia-irmã Mariko Yashida . Ele tentou pagar as dívidas de seu clã com a Yakuza e restaurar sua honra. Embora ele já foi um dos Wolverine maiores inimigos 's, ele impressionou Wolverine tanto que Wolverine lhe confiou o cuidado de sua filha adotiva, Amiko Kobayashi . O Samurai também ajudou Wolverine a destruir o monstro conhecido como "Doombringer", e mais tarde ajudou Logan a resgatar Amiko e Yukio de seus seqüestradores. Durante seu tempo como herói, o Silver Samurai se tornou o líder do Big Hero 6.
Silver Samurai mais tarde se tornou o guarda-costas do primeiro-ministro japonês, mas foi morto enquanto defendia sua família de um ataque ninja.
GoGo Tomago
GoGo Tomago (Leiko Tanaka) é conhecida como a cabeça quente do Big Hero 6. A GoGo transforma seu corpo em uma bola explosiva de energia, que pode ser projetada em grandes velocidades.
Honey Lemon
Pouco se sabe sobre o passado de Honey Lemon ou como ela obteve a bolsa que lhe dá "superpotências".
Hiro Takachiho
Hiro Takachiho é o brilhante garoto de 13 anos que criou o Baymax; após a partida de Silver Samurai e Sunfire, ele se torna o líder do Big Hero 6.
Baymax
Baymax começou sua existência como um projeto científico criado por Hiro. Ele foi originalmente projetado para ser um sintetizador robótico movido a energia hidráulica, programado para servir como guarda-costas, mordomo e motorista pessoal de Hiro. No entanto, antes da conclusão do projeto, o pai de Hiro morreu e o jovem inventor programou a inteligência artificial de Baymax usando os engraxamentos cerebrais de seu pai recém-falecido. Com os pensamentos e emoções do pai de Hiro, Baymax se tornou muito mais do que um guarda-costas robótico. Ele também funciona como o melhor amigo e figura paterna de Hiro e está ao seu lado quase a cada hora do dia. Baymax também sente um profundo apego à mãe de Hiro; no entanto, Hiro e Baymax decidiram que não era do seu interesse informá-la que as memórias de seu marido falecido eram usadas como base para a Baymax.
Ebon Samurai
Em sua vida anterior, o Ebon Samurai (Kiochi Keishicho) era um policial de Tóquio que foi morto por Silver Samurai durante um ataque da HYDRA. Depois de fazer um acordo com Amatsu-Mikaboshi, Kiochi foi autorizado a retornar à Terra e a vingança exata contra o Samurai Prateado. Empunhando uma katana demoníaca e permanentemente ligada a uma variante negra da armadura de seu inimigo, Kiochi renasceu como o Ebon Samurai. Ao saber que o Silver Samurai havia se tornado o guarda-costas do primeiro-ministro japonês, Kiochi abandonou sua busca por vingança, percebendo que o assassinato de Harada constituiria uma traição ao seu país. Ele se torna parte da equipe, mas posteriormente os deixa para acompanhar Sunpyre quando ela retornar ao Microverso.
Sunpyre
Uma versão alternativa da realidade da irmã falecida de Sunfire, Leyu, Lumina é a princesa de Coronar, um planeta escondido nas profundezas do Microverso. Como resultado de ser puxada para fora do Microverso pela bolsa de Honey Lemon, Sunpyre a adora como uma deusa e se junta à equipe do Big Hero 6 por gratidão. Mais tarde, ela e o Ebon Samurai deixam a equipe para retornar ao Microverse para expulsar os vilões que assumiram Coronar durante sua ausência.
Wasabi-No-Ginger
Um chef treinado que usa várias espadas para lutar. Ele também pode dar forma à sua Qi-Energy, geralmente materializando-a como facas de arremesso que podem paralisar os oponentes.
Fred
Apelidado de Fredzilla, ele pode se transformar em um Kaiju semelhante a Godzilla e manifestar uma aura semelhante a dinossauro.

## Em outras mídias
Os quadrinhos de Big Hero 6 inspiraram e se adaptaram ao filme de animação da Disney de 2014 de mesmo nome. 
Produzido pelo Walt Disney Animation Studios, em vez de pela Marvel Studios, mantém alguns dos principais temas e conceitos de personagens dos quadrinhos, mas faz mudanças substanciais e constrói uma nova história em torno deles. Por exemplo, a versão do filme de Baymax é um robô amigável originalmente projetado para fornecer assistência médica, enquanto nos quadrinhos ele é um guarda-costas.
O filme foi lançado nos Estados Unidos em novembro de 2014,
 recebendo elogios da crítica Ele ganhou o Oscar de Melhor Filme de Animação e foi indicado ao Annie Award de Melhor Filme de Animação e ao Globo de Ouro de Melhor Filme de Animação.
Televisão
Em março de 2016, a Disney anunciou que uma série de televisão Big Hero 6 está em desenvolvimento e estreará no Disney XD em 2017. A série acontece imediatamente após os eventos do filme é criada por Mark McCorkle e Bob Schooley, criadores de Kim Possible e executivo produzido por McCorkle, Schooley e Nick Filippi.